# Коста Нађ
Коста Нађ (мађ. Nagy Kosztá; Петроварадин, 13. мај 1911 — Београд, 18. новембар 1986) био је учесник Шпанског грађанског рата и Народноослободилачке борбе, генерал армије ЈНА, јунак социјалистичког рада и народни херој Југославије.

## Биографија
Рођен је 13. маја 1911. године у Петроварадину. Имао је два брата, Карла и Оскара. Основну школу и нижу гимназију (данас виши разреди основне школе) завршио је у Петроварадину. А 1926. године почео је да учи занат у авио-индустрији Икарус. Због очевог лошег материјалног стања, породица је 1929. године морала да се пресели из Петроварадина у Загреб, где су убрзо умрли Костини родитељи, Стјепан и Ана.
Коста је касније уписао Војну пешадијску подофицирску школу у Билећи. Када је завршио, 1931. године, као најбољи у класи, имао је право избора гарнизона у којем је желео да службује. Изабрао је и задржан је у Билећи да обучава нове питомце у Школи резервних официра. Ту је почео да се занима за марксистичку литературу и раднички покрет. Када је војна полиција открила да подофицир Коста Нађ поседује марксистичке књиге, 1932. године, ухапшен је и одведен најпре у Никшић, а потом у Сарајево, где је 1933. године осуђен на две године робије. Пошто је успео да побегне из Сарајева, отишао је у Загреб, где је живео илегално.
Пошто су Костина браћа били чланови Комунистичке партије Југославије (КПЈ), и он се прикључио партијском раду, најпре у илегалној штампарији Покрајинског комитета КПЈ за Хрватску, која се налазила у подруму куће у којој је становао, а потом је сарађивао и у организацији „Пријатељи слободе“.

### Шпански грађански рат
Одмах по избијању Шпанског грађанског рата, у пролеће 1936. године, Коста се пријавио др Павлу Грегорићу, који је организовао слање југословенских добровољаца у Шпанију. После неколико неуспелих покушаја, успео је тек јануара 1937. године да илегално пређе границу. На путу до Шпаније, био је затваран у Аустрији, Швајцарској и Француској, али је успео да пређе Пиринеје и 8. марта 1937. године се пријавио у прихватни логор добровољаца у Фигнерасу.
У Интернационалним бригадама Коста Нађ био је водник, командир чете и командант Балканског батаљона. Крајем јануара 1939. године, штитећи одступницу хиљадама шпанских избеглица, примио је команду једне од две последње бригаде, које су се повлачиле преко Пиринеја на север. У борбама код Брунета и на Ебру био је четири пута рањен. Добио је чин капетана Шпанске републиканске армије и одликован шпанским републиканским Орденом ослобођења, а 1937. године примљен је у КПЈ.
Пошто је Краљевина Југославија забранила југословенским добровољцима повратак у земљу. Коста је с неколико стотина Југословена од фебруара 1939. до маја 1941. године био у француским логорима — Сен Сипријен, Гирс и Верне. У мају 1941. године с осталим друговима одлази из логора у Немачку у радни логор Десау. То је учињено по препоруци руководства КПЈ, како би лакше успели да се пребаце у окупирану Југославију.

### Народноослободилачка борба
Коста је с првом групом „Шпанаца“ стигао у Загреб 16. јула 1941. године. Раде Кончар и Владо Поповић су га ту задржали до 5. августа, када је послат у Карловац, да помогне Оперативном руководству у организовању устанка. У августу је деловао у Топуском, Великој Кладуши, вргинмошчанским селима и Дрежници. Заједно са Владом Поповићем и војним руководиоцима Кордуна, учествовао је 5. септембра на војно-политичком саветовању с личким руководством устанка у Крбавицу.
Од 9. септембра до краја октобра, Коста је по налогу Главног штаба НОПО Југославије, деловао у Босанској крајини. На саветовању у Столицама именован је за члана Главног штаба НОПО Босне и Херцеговине. Од 6. новембра 1941. до 9. фебруара 1942. године командовао је романијским, јахоринским и другим јединицама у источној Босни.
Када је Врховни командант НОП и ДВЈ Јосип Броз Тито реорганизовао руководство партизанских јединица Босне и Херцеговине, почетком фебруара 1942. године Кости Нађу је поверена команда над свим јединицама западне Босне (од реке Босне до Уне). Од 23. фебруара до краја јула, када је у западну Босну продрла група пролетерских бригада с Врховним штабом, јединице под Костином командом (око 14.000 бораца) створиле су огромну слободну територију повезану са Далмацијом, Ликом, Банијом и Славонијом.
Током 1942. године партизанске јединице, под командом Косте Нађа, ослободиле су: Приједор, Крупу, Добрљин, Кључ, Дрвар, Босански Петровац, Мркоњић Град, Јајце и др. Од 2. до 4. новембра, Коста је руководио дотад највећом операцијом у Народноослободилачком рату — битком за Бихаћ. Његова тактика освајања утврђених градова, по систему клинова, изненађивала је и збуњивала непријатеља. Врховни командант НОВ и ПОЈ Јосип Броз Тито је 6. новембра Костиним јединицама упутио признање и похвалу за „јуначко држање при ослобођењу Бихаћа“.
У новембру 1942. године, када је основана Народноослободилачка војска Југославије и образован Први босански народноослободилачки корпус, Коста је постављен за његовог команданта. Врховни командант Јосип Броз Тито је 1. маја 1943. године својим највишим командантима доделио официрске чинове — Коста Нађ, Пеко Дапчевић и Коча Поповић су тада постали пуковници, а неколико месеци касније генерали. Депеша о унапређењу Косту је затекла на путу за источну Босну.
Основни задатак дивизија којима је од јесени 1943. године командовао Коста Нађ, био је осигурање планираног продора НОВЈ на исток, у Србију. То је било могуће остварити тек 1944. године, када почиње прва фаза завршних операција за ослобођење Југославије. Почетком 1944. године постављен је за команданта Главног штаба НОВ и ПО Војводине.
У јесен 1944. године, и током зиме 1944/45. године, Костине јединице, које су (1. јануара прерасле у Трећу армију ЈА) форсирале су Дунав и Драву, тзв. Сремски фронт, потпуно ослободиле Војводину, Барању и део Славоније. У завршним операцијама, Трећа армија је три пута похваљена, за борбе код Батине, за брзи продор уз Драву, преко Славоније и Подравине у Штајерску и 15. маја за сламање непријатељски јединица између Целовца, Цеља и Марибора.

### Послератни период и одликовања
После ослобођења Југославије, обављао је низ одговорних дужности у Југословенској народној армији (ЈНА) — био је начелник Персоналне управе ЈНА, помоћник Савезног секретара за народну одбрану СФРЈ и др.
У чин генерал-мајорa унапређен је 1943, генерал-лајтнанта унапређен је 1944, у чин генерал-пуковника 16. децембра 1947, а у чин генерала армије 22. децембра 1966. године. Пензионисан је 1976. године.
У више сазива је био посланик Савезне скупштине, а од Седмог конгреса СКЈ, четири пута је биран у Централни комитет Савеза комуниста Југославије. Од 1974. до 1981. био је председник Савезног одбора СУБНОР-а Југославије, а од 1981. до смрти члан Савета федерације.
Преминуо је 18. новембра 1986. године у Београду. Сахрањен је, заједно са супругом Душанком (1923—1998), у Алеји заслужних грађана на Новом гробљу у Београду. Њихов син Бранко Нађ (1947—2017) био је вишеструки првак Југославије у аутомобилизму.
Носилац је Партизанске споменице 1941. и више других високих југословенских одликовања. Одликован је:
- Орденом слободе,
- Орденом јунака социјалистичког рада,
- Орденом ратне заставе,
- Орденом Југословенске заставе са лентом,
- Орденом партизанске звезде са златним венцем (двапут),
- Орденом заслуга за народ са златном звездом,
- Орденом братства и јединства са златним венцем,
- Орденом народне армије са ловоровим венцем (двапут),
- Орденом за војне заслуге са великом звездом,
- Орденом за храброст.

Орденом народног хероја одликован је 20. децембра 1951. године.

## Галерија
- Коста Нађ уочи одласка у Шпанију са пријатељима, 1936. године
- Коста Нађ и Иван Гошњак у Шпанији, 1937. године
- Коста Нађ (други слева) са рањеним друговима у Шпанији, 1937. године
- Коста Нађ (горњи ред, четврти слева), на опоравку у Шпанији, јесен 1937. године
- Миха Почервина, Коста Нађ и Пеко Дапчевић (слева на десно) у Шпанији, 1937/38. године
- Коста Нађ (стоји у средини) са интернираним друговима у концентрационом логору Гирс у Француској, 1939. године
- Коста Нађ и Пеко Дапчевић
- Коста Нађ код Млиништа, септембар 1942.
- Коста Нађ (трећи слева) са Јосипом Брозом Титом и групом партизанских команданата, 1943. године
- Коча Поповић, Пеко Дапчевић и Коста Нађ, 1944. године
- Гроб Косте Нађа и његове супруге Душанке у Алеји заслужних грађана на Новом гробљу у Београду